# Romulus Rusan
Romulus Rusan (n. 13 martie 1935, Alba Iulia – d. 8 decembrie 2016, București) a fost un scriitor român, fondator al organizației neguvernamentale Alianța Civică. A fost director în cadrul Memorialului Victimelor Comunismului și al Rezistenței, conducând Centrul Internațional Pentru Studiul Comunismului. A fost căsătorit cu scriitoarea Ana Blandiana.

## Biografie
Romulus Rusan a fost fiul lui Romulus Rusan, funcționar, și al Silviei (n. Dobrotă). A urmat școala primară și liceul la Alba Iulia (bacalaureatul în 1952). Studiile superioare le face la Politehnica din Cluj (Facultatea de Tehnologie Mecanică). A debutat ca scriitor în revista Steaua (1954), cu critică literară. A colaborat la Tribuna, Steaua, Cinema, precum și la Luceafărul și România literară, unde a deținut rubrici permanente de critică cinematografica, o parte din ele fiind adunate în volumele „La început n-a fost cuvântul” (1977) și „Arta fără muză” (1980). A scris 16 cărți de proză scurtă, proză de călătorie, film, interviuri.
„Mai presus de orice” (1977) este o docudramă, regizată de Dan Pița și Nicolae Mărgineanu, despre cutremurul din 1977, iar în prima parte sunt incluse fragmente de interviuri, realizate în spital, cu unii dintre supraviețuitori, de diferite vârste și categorii sociale. Printre ei se află și scriitorul Romulus Rusan, care își povestește, cu luciditate, experiența din noaptea seismului. 
Dintre interviurile sale cu mari personalități ale culturii românești contemporane (parte în colaborare cu poeta Ana Blandiana, soția sa), se pot aminti: "Convorbiri subiective" (1971), "O discuție la Masa Tăcerii și alte convorbiri subiective" (1976). Talentul său narativ iese în evidență prin volumul "America ogarului cenușiu" (1977, ed. II, revăzută și adăugită,1979), memorial și eseu despre realitatea Lumii Noi, precum și prin prozele scurte din "Roua și bruma" (1982), într-o formulă epică modernă.
A fost membru fondator al Alianței Civice, șef al Biroului de Presă (1990-2001), vicepreședinte (1996-2000). Fondator (împreună cu poeta Ana Blandiana) al Memorialului de la Sighet și al programului de istorie orală, organizator al simpozioanelor internaționale care au loc anual la Sighet și editor al unor colecții de comunicări, documente și studii în cadrul Memorialului.
A fost director științific al Centrului Internațional de Studii asupra Comunismului din cadrul Memorialului Victimelor Comunismului și al Rezistenței, un organism guvernamental care studiază, documentează și susține conștientizarea publică a istoriei comunismului în România prin proiecte de cercetare, educaționale, editoriale și muzeale.
Romulus Rusan a fost coordonatorul cărților "Sfârșiți odată cu trecutul negru!", precum și versiunea ei în limba franceză ("Du passe faisons table rase"), lansate la 20 noiembrie 2010, în cadrul celei de-a 17-a ediții a Târgului Internațional Gaudeamus — Carte de învățătură. El a spus că cele două volume (român și francez) reprezintă "o trecere în revistă, fugară, dar esențială" a celor 45 de ani de comunism din România.
În anul 2012, a publicat, alături de soția sa, Ana Blandiana, "Școala memoriei". A fost coordonatorul lucrării "Cartea morților", apărută în 2013, sub egida Academiei Civice, cu ocazia jubileului de 20 de ani al Memorialului Victimelor Comunismului și al Rezistenței de la Sighet. Cartea reprezintă un dicționar al celor decedați în închisorile, lagărele de muncă, deportările și locurile de domiciliu forțat, incluzând peste 20.000 de victime ale comunismului.

## Cărți publicate
- Râul ascuns, 1963
- Express 65, 1965
- Convorbiri subiective, in colaborare cu Ana Blandiana, 1971
- O discuție la masa tăcerii si alte convorbiri subiective, in colaborare cu Ana Blandiana, Editura Eminescu 1976
- America ogarului cenușiu, Editura Cartea Româneasca, București, 1977
- La început n-a fost cuvântul, Editura Meridiane, 1977
- Artă fără muză. Editura Dacia, Cluj-Napoca, 1980
- Roua și bruma, Editura Cartea Româneasca, București, 1982
- Cauze provizorii, Editura Cartea Româneasca, București, 1983
- Filmar, Editura Eminescu, 1984
- O Călătorie Spre Marea Interioară, 3 vol., Editura Cartea Româneasca, București, 1986
- Exerciții de memorie, Fundația Academia Civică, 1999
- Permisul de pietoni, Editura Cartea Româneasca, București, 2000
- Istorie, memorie, memorial sau cum se construieste un miracol, Fundația Academia Civică, 2017

## Cărți de istorie recentă (Ed. Fundației Academia Civică)
- Cronologia si geografia represiunii comuniste in Romania - Recensamantul populatiei concentrationare (1945-1989) - (2007)
- România în timpul războiului rece (coord.) – (2008)
- Sfârșiți odată cu trecutul negru (coord.) – (2010)
- Morți fără morminte în Bărăgan (coord.) – (2011)
- Cartea Morților (coord.) – (2013)

## Colecția Analele Sighet
- Nr. 1: „Memoria ca formă de justiție”, editor Romulus Rusan, 360 p., 1994
- Nr. 2: „Instaurarea comunismului – între rezistență și represiune”, ed. R.R., 530 p., 1995
- Nr. 3: „Anul 1946 – începutul sfârșitului”, ed. R.R., 588 p., 1996
- Nr. 4: „Anul 1946 – scrisori și alte texte”, ed. R.R., 292 p., 1997
- Nr. 5: „Anul 1947 – caderea cortinei - Comunicari prezentate la Simpozionul de la Sighetu Marmatiei (20-22 iunie 1997)”, editor R. R, 832 p., 1997
- Nr. 6: „Anul 1948 – instituționalizarea comunismului”, ed. R.R., 924 p., 1998
- Nr. 7: „1949-1953 – Mecanismele terorii - Comunicari prezentate la al VII-lea Simpozion al Memorialului de la Sighetu Marmatiei (2-4 iulie 1999)”, ed. R.R., 942 p., 1999
- Nr. 8: „1954-1960 - Fluxurile și refluxurile stalinismului”, ed. R.R., 1006 p., 2000
- Nr. 9: „1961-1972 - Tarile Europei de Est, intre sperantele reformei si realitatea stagnarii - Comunicari prezentate la Simpozionul de la Memorialul Sighet (13-15 iulie 2001)”, ed. R.R., 870 p., 2001
- Nr. 10: „Anii 1973-1989 – Cronica unui sfârșit de sistem”, ed. R.R., 1040 p., 2003

## Colecția Biblioteca Sighet
- Nr. 1: Gheorghe Onișoru, „Alianțe și confruntări între partidele politice din România – 1944-1947”, editor și prefață Romulus Rusan, 296 p., 1996
- Nr. 2: Reuben H. Markham, „România sub jugul sovietic”, editor și postfață Romulus Rusan, trad. George Achim et all, 460 p., 1996
- Nr. 3: Dan M. Brătianu, „Martor dintr-o țară încătușată”, ed. R.R., 124 p., 1996
- Nr. 4: „O enigmă care împlinește șapte ani”, moderator, coordonator și editor Romulus Rusan, 288 p., 1997
- Nr. 5: Marius Lupu, Cornel Nicoară și Gheorghe Onișoru, „Cu unanimitate de voturi”, ed. R.R., 396 p., 1997
- Nr. 6: Maria G. Brătianu, „Gheorghe I. Brătianu – enigma morții sale”, editor Romulus Rusan, trad. Antonia Constantinescu, studiu Șerban Papacostea, addenda Ion C. (Oni) Brătianu, 162 p., 1997
- Nr. 7: Dennis Deletant, „România sub regimul comunist”, editor Romulus Rusan, trad. Delia Răzdolescu, 272 p., 1997
- Nr. 8: Gheorghe Onișoru, „România în anii 1944 – 1948. Transformări economice și realități sociale”, editor Romulus Rusan, prefață Dumitru Șandru, 200 p., 1998
- Nr. 9: Alexandru Rațiu, Gheorghe Pătrașcu, Gheorghe Andreica, Nuțu Roșca, Andrea Dobeș, Ioan Ciupea, Claudiu Secașiu, „Memoria închisorii Sighet”, coordonator și editor Romulus Rusan, 268 p., 1999
- Nr. 10: „Exerciții de memorie” (în seria adolescent), editor Romulus Rusan, postfață de Ana Blandiana, 289 p., 1999
- Nr. 11: Ilie Lazăr, „Amintiri”, editor Romulus Rusan, prefață Doru Radosav, 161 p., 2000
- Nr. 12: Ion Bălan, „Universul concentraționar din România în anii 1945-1964”, ed. R.R., 306 p., 2000
- Nr. 13: Nicoleta Franck, „De la Iași la Geneva, de pe Bahlui pe Leman. Amintiri”, ed. R.R., 177 p., 2000
- Nr. 14: Thierry Wolton, „Roșu. Brun. Răul secolului”, editor Romulus Rusan, prefață Stéphane Courtois, trad. Micaela Slăvescu, 410 p., 2001
- Nr. 15: „Exerciții de speranță” (în seria adolescent), editor Romulus Rusan, postfață de Ana Blandiana, 289 p., 2001
- Nr. 16: „De unde vine extremismul?” (în seria adolescent), editor Romulus Rusan, postfață de Ana Blandiana, 260 p., 2001
- Nr. 17: „Cum aș vrea să fie familia mea” (în seria adolescent), editor Romulus Rusan, postfață de Ana Blandiana, 248 p., 2001
- Nr. 18: Alexandru Rațiu, Gheorghe Pătrașcu, Gheorghe Andreica, Ioan Dunca, Nuțu Roșca, Andrea Dobeș, Ioan Ciupea, Claudiu Secașiu „Memoria închisorii Sighet” (ediția a II-a revăzută și adăugită), coordonator și editor Romulus Rusan, 352 p., 2003
- Nr. 19: Sergiu Grossu, „În adâncul abisului”, editor Romulus Rusan, trad. Mioara Izverna, 208 p., 2004

## Colecția Istorie orală
- Nr. 1: „Bukovski la Sighet”, editor și prefață Romulus Rusan, interviuri  de Armand Goșu și Anatol Petrencu, trad. Cristina Connolly, 224 p., 2002; ediția II, 2013
- Nr. 2: „Școala memoriei. Sighet 2002”, ed. R.R., 382 p., 2002
- Nr. 5: „O zi de toamnă, cândva… (15 noiembrie 1987, Brașov)”, moderator al mesei rotunde și editor Romulus Rusan, 136 p., 2004
- Nr. 6: „Școala Memoriei 2004 - Prelegeri si discutii de la a Vii-a editie a Scolii de Vara de la Sighet (5-13-iulie 2004)”, ed. R.R., 654 p., 2005
- Nr. 7: „Cei care au spus NU. Oponenți și disidenți din anii ’70-’80”, moderator al mesei rotunde și editor Romulus Rusan, 232 p., 2005
- Nr. 8: „Școala Memoriei 2005”, ed. R.R., 527 p., 2006
- Nr. 9: „Școala Memoriei 2006”, ed. R.R., 600 p., 2007
- Nr. 10: Aristina Pop-Săileanu, „«Să trăiască partizanii până vin americanii!» Povestiri din munți, din închisoare și din libertate”, interviu de Liana Petrescu, postdocumentare și aparat critic Virginia Ion, prefață Romulus Rusan, 192 p., 2008
- Nr. 11: „Școala Memoriei 2007 - Prelegeri si discutii de la a X-a editie a Scolii de Vara de la Sighet (9-16 iulie 2007)”, ed. R.R., 656 p., 2008
- Nr. 14: „Școala Memoriei 2008”, ed. R.R., 502 p., 2009
- Nr. 15: Constantin Ionașcu, „Ororile și farmecul detenției” – O convorbire cu Traian Călin Uba, editor Romulus Rusan, 270 p., 2010
- Nr. 17: Florea Olteanu, „Un procuror incomod”, interviu de Georgeta Pop urmat de o discuție între Florea Olteanu și Cicerone Ionițoiu moderată de Romulus Rusan, 144 p., 2011
- Nr. 19: „O zi de toamnă, cândva… (15 noiembrie 1987 Brașov)”, ediția a II-a, revizuită și adăugită, prefață Romulus Rusan. Masa rotundă moderată de Romulus Rusan. Interviuri de Andreea Cârstea și Corina Cimpoieru, 275 p., 2012
- Nr. 20: Nistor Man, „Sfinții pe care i-am întâlnit” – O convorbire cu Traian Călin Uba, ed. R.R., 213 p., 2012
- Nr. 21: „Alexandru Zub la Sighet”, editori: Ioana Boca și Andrea Dobeș, cuvânt introductiv Romulus Rusan, 404 p. cu ilustrații, 2012
- Nr. 26: „Dennis Deletant la Sighet”, editor și prefață Romulus Rusan, 376 p., 2014
- Nr. 27: Miltiade Ionescu, „Detenție totală”, interviuri de: Mihaela Udrescu, Silica Tănase, selecție de texte: Traian Călin Uba, coordonare și prefață: Romulus Rusan, interviu video de Cristi Puiu, 206 p. (DVD inclus), 2014
- Nr. 29: Daniel Popa, „Povestea familiei Motrescu din Vicovu de Jos”, editor și prefață Romulus Rusan, notă asupra ediției: Mihaela Udrescu, postdocumentare, aparat critic: Andreea Cârstea,480 p..(cu 26 documente inedite și 13 fotografii),2015 (seria “Recviem pentru țăranul român”)
- Nr. 30: Gavril Vatamaniuc, „Am fost un om liber. Convorbiri cu Liana Petrescu”, editor Romulus Rusan, postdocumentare, aparat critic Virginia Ion, prefață Liana Petrescu, redactor Simona Popescu, 240 p., 2016 (seria „Recviem pentru țăranul român”)
- Nr. 33: Daniel Popa, Pământul tuturor, pământul nimănui. Mărturii despre colectivizarea din Alba, Mureș și Hunedoara, editor Traian Călin Uba, prefață Romulus Rusan, 288 p., 2016 (seria „Recviem pentru țăranul român”)

## Colecția Ora de Istorie
- Nr. 1: Romulus Rusan, „Cronologia și geografia represiunii comuniste în România – Recensământul populației concentraționare (1945-1989)”, 2007
- Nr. 2: Dr. Nicu Ioniță, „Psihotrauma de detenție și urmările ei”, prefață Romulus Rusan, postdocumentare Andreea Cârstea, 144 p., 2008
- Nr. 3: Romulus Rusan (coord.), „România în timpul războiului rece. Scurtă cronologie a evenimentelor, instituțiilor și mentalităților (1945-1989)”, 144 p., 2008
- Nr. 4: Stéphane Courtois, „Pata oarbă a memoriei europene. 23 august 1939: alianța sovieto-nazistă”, editor Romulus Rusan, 136 p., 2009 (în română – trad. Denisa Oprea – și în franceză),
- Nr. 5: Thierry Wolton, „De Gaulle și Moscova”, 111 p., editor Romulus Rusan, trad. Denisa Oprea, 2010
- Nr. 6: Romulus Rusan (coord.), colab.: Dennis Deletant, Ștefan Marițiu, Gheorghe Onișoru, Marius Oprea, Radu Portocală și Stelian Tănase, „Sfârșiți odată cu trecutul negru! Sistemul represiv comunist din România”, prefață Stéphane Courtois, 159 p., 2010 (în română și respectiv, în franceză – trad. Micaela Slăvescu și Radu Portocală)
- Nr. 7: Romulus Rusan (coord.), „Morți fără morminte în Bărăgan”,  colab.: Ioana Boca, Virginia Ion, Andreea Cârstea, Angela Bilcea, , 182 p., 2011
- Nr. 8: Romulus Rusan, O discuție la Masa Tăcerii. Brâncuși Viu , ediție revăzută și adăugită (2016)

## Colecția Interval
- Nr. 1: Elena Spijavca, „Munci și zile în Bărăgan”, editor și Argument, 160 p., prima ediție 2004, ediția a II-a 2011
- Nr. 3: Vasile Gh. Baghiu, „Prizonier în URSS”, ediția a II-a, editor și prefață Romulus Rusan, postfață Vasile Baghiu, 117 p., 2012
- Nr. 4: Hans Bergel, „O viață de muzician: Erich Bergel”, editor și prefață Romulus Rusan, redactor Lucica Albinescu, 143 p. și anexe, 2013

## Colecția Comemorări
- Maria G. Brătianu, „Gheorghe I. Brătianu, enigma morții sale”, editor Romulus Rusan, coordonator Ioana Boca, 112 p., 2003

## Traduceri
- Volumul „Cronologia și geografia represiunii comuniste. Recensământul populației concentraționare” a fost publicată:

- în franceză – „Chronologie et géographie de la répression communiste en Roumanie. Le recensement de la population concentrationnaire. 1945-1989”, trad. Mioara Izverna (Fundația Academia Civică, 2007); în engleză: „The Chronology and the Geography of the Repression in Communist Romania. Census of the Concentration Camp Population 1945-1989”, trad. Alistair Ian Blyth (Fundația Academia Civică, 2007); în germană, în colaborare cu Institut für deutsche Kultur und Geschichte Südosteuropas, München: „Chronologie und Geografie der kommunistischen Unterdrückung in Rumänien. Zählung der zwangsinternierten Bevőlkerung 1945-1989”, traducerea și adaptarea: Hans Bergel (Fundația Academia Civică, 2008).
- Volumul „România în timpul războiului rece” (Fundația Academia Civică, 2008) a fost tradus:

- în engleză – Romania during the Cold War. A Short Chronology of Events, Institutions and Mentalities 1945-1989, trad. Alistair Ian Blyth (Fundația Academia Civică, 2008); în franceză – „ La Roumanie pendant la Guerre Froide. Brève chronologie des événements, des institutions et des moeurs 1945-1989”, trad. Denisa Oprea, (Fundația Academia Civică, 2009).
- Addenda (coord.Romulus Rusan) la Stéphane Courtois „Cartea neagră a comunismului”  (Editura Academia Civică – Editura Humanitas, 1998) a fost tradusă:

- în franceză în volumul „Du passé faisons table rase” (Robert Laffont, 2002), în germană, în „Das Schwarzbuch des Kommunismus – Das schwere Erbe der Ideologie” (Piper Verlag, 2004); în italiană, în „Il libro nero del comunismo europeo” (Oscar Mondadori, 2006).

## Premii și distincții
- Premiul UNESCO pentru toleranță interetnică și interconfesională "Corneliu Coposu" (nov. 2000) pentru editarea colecției "Anale Sighet"
- Premiul "Adrian Marino" al Salonului "Gaudeamus" pentru editarea cărții "Exerciții de memorie" (mart. 2000)
- Premiul Uniunii Scriitorilor pentru proză în 1964 și 1982

### Decorații
- Meritul Cultural Cl. a IV-a[6]
- Ordinul național „Pentru Merit” în grad de Cavaler (1 decembrie 2000) „pentru realizări artistice remarcabile și pentru promovarea culturii, de Ziua Națională a României”[7]